# Oust-Vym
Oust-Vym (en russe : Усть-Вымь ; en komi : Емдін) est un village du raïon d'Oust-Vym de la république des Komis. C'est le centre administratif rural d'Oust-Vym. 

## Géographie
Le village se trouve à 72 km de la ville de Syktyvkar, à l'embouchure de la rivière Vym, affluent de la rivière Vytchegda.

## Histoire
Jusqu'en 1397, à l'emplacement du village vivaient des Komis. Le village était appelé Emdin. C'était un lieu sacré de la mythologie komis. 
Dans un manuscrit de 1680, imprimé en 1773 sous le titre « Ancienne hydrographie russe » le village est appelé « Staraïa Perm » (Vieux Perm).
De 1922 à 1928 le village est le centre du district éponyme, puis de 1929 à 1943 le centre d'un raion éponyme. Puis le centre du raïon est transféré au village d'Aïkino.

## Monastère et églises
- Église Stephanov (supposée construite en 1755—1766)
- Église de l'Archange Mikhaïl (1795)

### Monastère Michel-Archange
Le monastère est fondé par Étienne de Perm au XIVe siècle. Durant deux siècles le village est un des sièges des évêques de Perm. Le monastère est fermé en 1764, dans le cadre de la sécularisation ordonnée par l'impératrice Catherine II. Il n'est rouvert qu'en 1996, par un oukase du Saint-Synode de l'Église orthodoxe à la demande de Pitirime, évêque de Syktybkarski .